# Forgásfelület

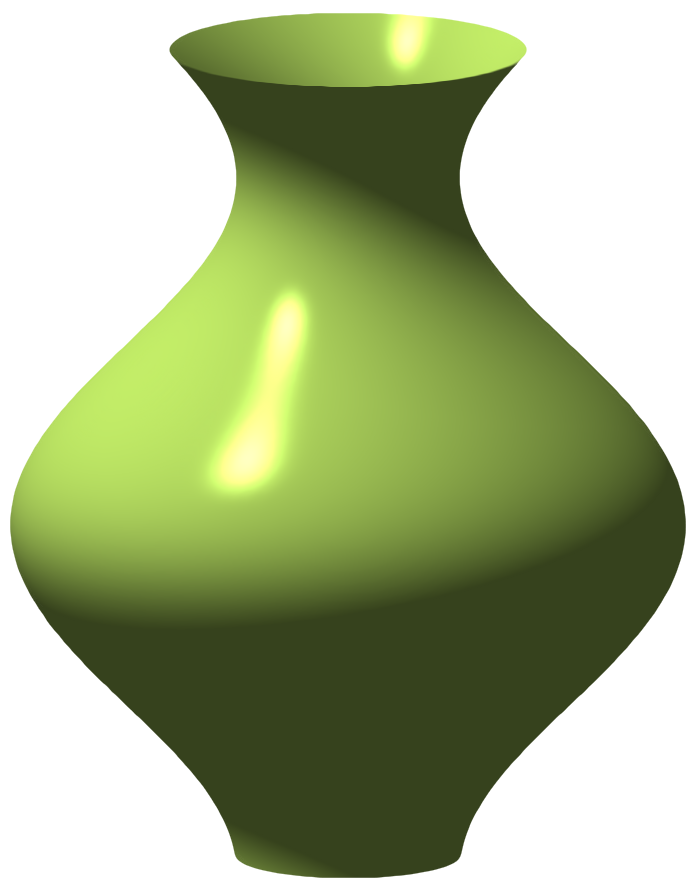
Az x=2+cos z görbe egy szakasza a z tengely körül megforgatva.

A forgásfelület egy olyan felület, ami egy síkgörbe (ez a vezérgörbe) egy, a görbe síkjába eső egyenes (ez a forgástengely) körül való megforgatásával áll elő.
- Ha a vezérgörbe egy, a forgástengellyel párhuzamos egyenes, akkor hengerpalástot kaphatunk.
- Ha az egyenes vezérgörbe általános helyzetű, kúpfelület jön létre.
- Ha kört forgatunk meg egy átmérője körül, akkor gömbfelületet kapunk.
- Ha a kört egy síkjába eső, de rajta kívül húzódó tengely körül forgatjuk meg, akkor tóruszfelületet kapunk.
- Ha ellipszist forgatunk meg egyik tengelye körül, szferoidot kapunk.

Ha a görbe az {\displaystyle x(t)}, {\displaystyle y(t)} parametrikus függvényekkel van megadva, ahol a {\displaystyle t} egy {\displaystyle [a,b]} intervallumon értelmezett, és a forgástengely az {\displaystyle y} koordinátatengely, akkor az {\displaystyle A} területet a következő integrállal adhatjuk meg (feltéve ha {\displaystyle x(t)} sehol sem negatív):
{\displaystyle A=2\pi \int _{a}^{b}x(t)\ {\sqrt {\left({dx \over dt}\right)^{2}+\left({dy \over dt}\right)^{2}}}\,dt}

## Pappus–Guldin tétel
Az egyik Pappus–Guldin tétel kimondja, hogy a forgásfelület felszine egyenlő a vezérgörbe hosszának és a vezérgörbe súlypontja útjának szorzatával:
{\displaystyle A=s.r_{s}.\alpha \,}
Itt 
{\displaystyle r_{s}\,} a vezérgörbe súlypontjának távolsága a tengelytől,
{\displaystyle \alpha \,} a megforgatás szöge.